# Warszawa Ochota (przystanek kolejowy)
Warszawa Ochota – zabytkowy przystanek kolejowy położony na terenie warszawskiej Woli w Alejach Jerozolimskich 58 przy placu Artura Zawiszy. 
Według klasyfikacji PKP ma kategorię dworca aglomeracyjnego. W jego skład wchodzi budynek dworca zarządzany przez PKP, peron 1 zarządzany przez PKP PLK oraz obsługujący pociągi Szybkiej Kolei Miejskiej w Warszawie i Kolei Mazowieckich, a także peron 2 tworzący przystanek Warszawa Ochota WKD zarządzany i obsługiwany przez Warszawską Kolej Dojazdową. Dworzec i peron 1 zostały uruchomione 29 września 1963, zaś peron 2 został oddany do użytku 8 grudnia 1963.
W roku 2022 dzienna wymiana pasażerska na przystanku wyniosła 6500 osób, a na przystanku WKD – 2 000-3 000 osób.

## Historia

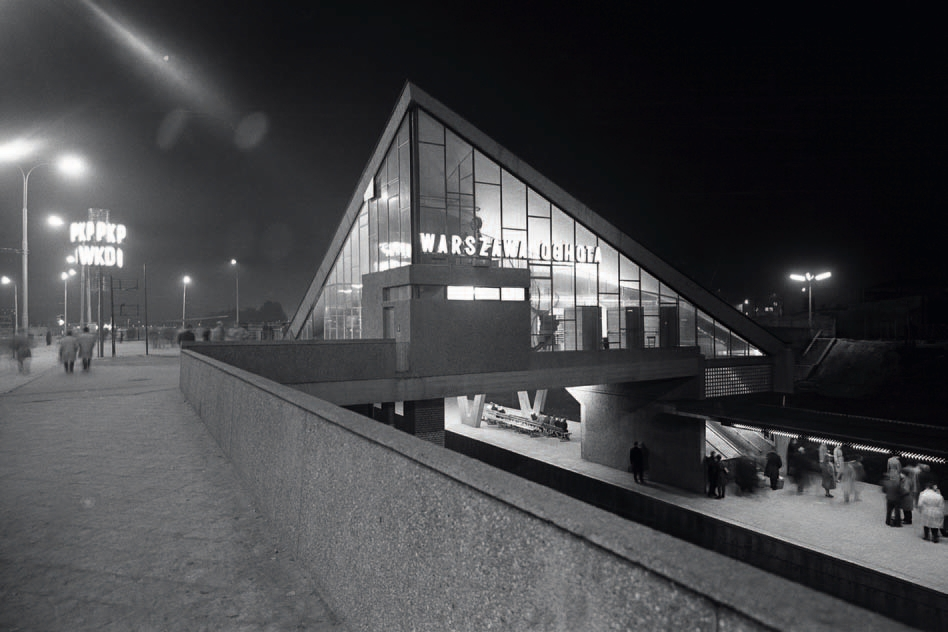
Przystanek w 1963, po lewej widoczny neon PKP i WKD

W latach 1954–1962 Arseniusz Romanowicz i Piotr Szymaniak wraz z zespołem opracowali projekt przystanku, który roboczo był nazywany Warszawa Zawisza bądź Warszawa Zawiszy. Powstało kilka wariantów tego obiektu. Według pierwotnych koncepcji miał on być położony na zachód od ul. Towarowej, ale ostatecznie został przeniesiony na wschód od tej ulicy. W latach 1954–1963, równolegle z kolejnymi wersjami projektów, przystanek został wybudowany przez Przedsiębiorstwo Robót Kolejowych nr 7. Dworzec o nazwie Warszawa Ochota został uruchomiony 29 września 1963, a 8 grudnia tego samego roku zaczął funkcjonować przystanek Warszawa Ochota WKD zajmujący drugi peron obiektu. Przystanek, wraz z jednocześnie projektowanym, budowanym i uruchomionym dworcem Powiśle, ułatwił korzystanie z kolei w Warszawie oraz częściowo odciążył komunikację miejską.
We wrześniu 1963, przed otwarciem przystanku, zapowiadano, że w 1964 zostaną na nim uruchomione schody ruchome, co miało być testem tego rozwiązania przed planowanym wykorzystaniem go na Dworcu Centralnym. Ostatecznie schody prowadzące z peronu przystanku na poziom ulicy uruchomiono na początku 1965. Konstrukcja szybko uległa awarii i w latach 80. schody zostały zdemontowane. Z biegiem czasu zniknęły również trzy neony – dwa z napisem Warszawa Ochota umieszczone na pawilonie dworca oraz stojący obok niego słup reklamujący PKP i WKD. Projektantami tych neonów byli Bronisław Wycech, Teodor Adamski, Jacek Wyczółkowski, Mieczysław Zasadzień, E. Cholewa i H. Chrabałowska.
We wrześniu 2007 ogłoszono przetarg na remont dworca. Początkowo miała to być jedynie renowacja, ale ostatecznie zrealizowana została przebudowa mająca na celu uzyskanie pierwotnego wyglądu obiektu za pomocą nowych materiałów. Głównym projektantem modernizacji był Henryk Łaguna z pracowni Maas, natomiast remont przeprowadziło przedsiębiorstwo Complex Bud. Do początku 2009 w hali dworca wymieniono materiały wykończeniowe, fragmenty posadzki, oświetlenie i małą infrastrukturę oraz zainstalowano monitoring. Zmianie uległy również tynki, izolacja cieplna, okna i instalacje. Ściany zewnętrzne budynku pokryto powłoką antygraffiti, natomiast pokrycie dachu wymieniono na nowe. Odnowione zostały wówczas także schody prowadzące na perony, natomiast same platformy pozostały niewyremontowane. Ze względu na problemy z własnością gruntu znajdującego się nieopodal pawilonu dworca nie doszła do skutku również odbudowa słupa z neonem PKP i WKD. W połowie czerwca 2009 udostępniona została rampa dla osób niepełnosprawnych prowadząca na peron.
W 2008 zamknięto od strony peronu schody prowadzące z niego na ul. Towarową. W kolejnych latach modyfikowano zagrodzenie oraz odgrodzono schody również od strony ulicy. Ostatecznie w 2014 schody zostały rozebrane.
24 lipca 2012 obiekt został wpisany do gminnej ewidencji zabytków m.st. Warszawy pod numerem WOL20359. W 2019 pawilon kasowy razem kładką zachodnią i zejściami na perony zostały wpisane do rejestru zabytków
W październiku 2013 ZTM Warszawa zaproponował zmianę nazwy przystanku na Warszawa Plac Zawiszy. W tym samym miesiącu, po negatywnej opinii ze strony ratusza, wycofano się z tego pomysłu.

## Plany
W 2017, podczas przygotowań do przebudowy linii średnicowej mającej trwać maksymalnie 5 lat, zapowiedziano, że przystanek Warszawa Ochota zostanie przykryty.

## Infrastruktura

### Dworzec

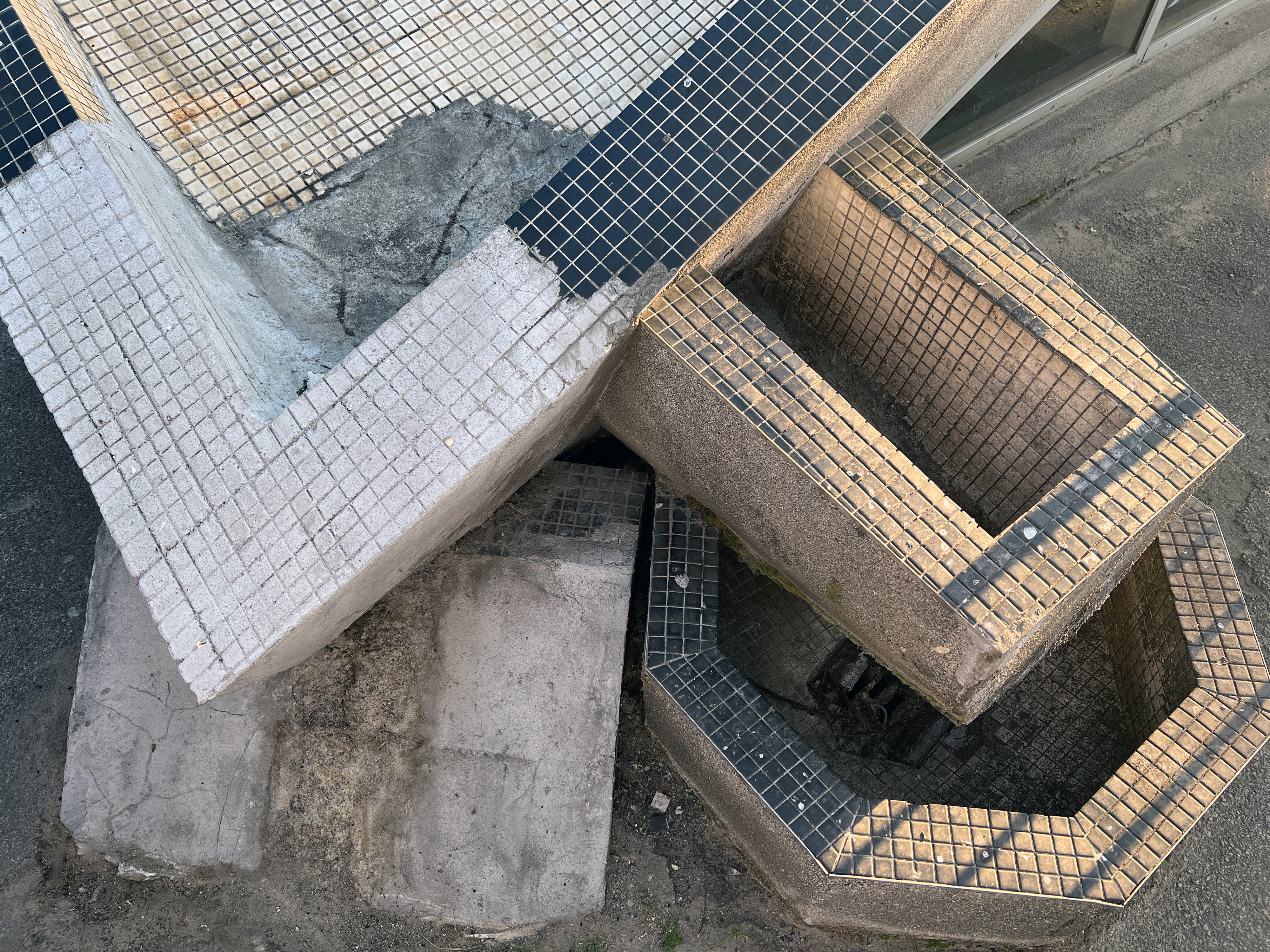
Detal dachu (jeden z dwóch opuszczonych wierzchołków paraboloidy); widoczne resztki mozaiki

Pawilon dworca wykonany w stylu modernistycznym wyróżnia się architektonicznie. Został zaprojektowany przez Wacława Zalewskiego. Rzut budynku oparto na planie kwadratu o boku 17,25 m. Jego łupinowy dach o grubości 8 cm został wykonany z żelbetu oraz pokryty mozaiką składającą się z kafelków ułożonych w czarne i białe pasy. Podążają one za kształtem dachu, którym jest paraboloida hiperboliczna. Dwa wierzchołki położone po przekątnej zostały opuszczone, natomiast pozostałe dwa podniesione na wysokość 8,34 m względem poziomu podstawy konstrukcji. Dach oparty jest w trzech punktach – obydwa narożniki opuszczone mają podparcie przegubowe, a jeden z narożników podniesionych podparcie przegubowe przesuwne. Zastosowanie hiperboloidy wpisuje się w układ funkcjonalny pawilonu, w którego wierzchołkach schodzących do podłoża umiejscowiono dwa ciągi schodów prowadzących na dwa perony przystanku. W budynku dworca swoje kasy mają Koleje Mazowieckie i Warszawska Kolej Dojazdowa.

### Perony

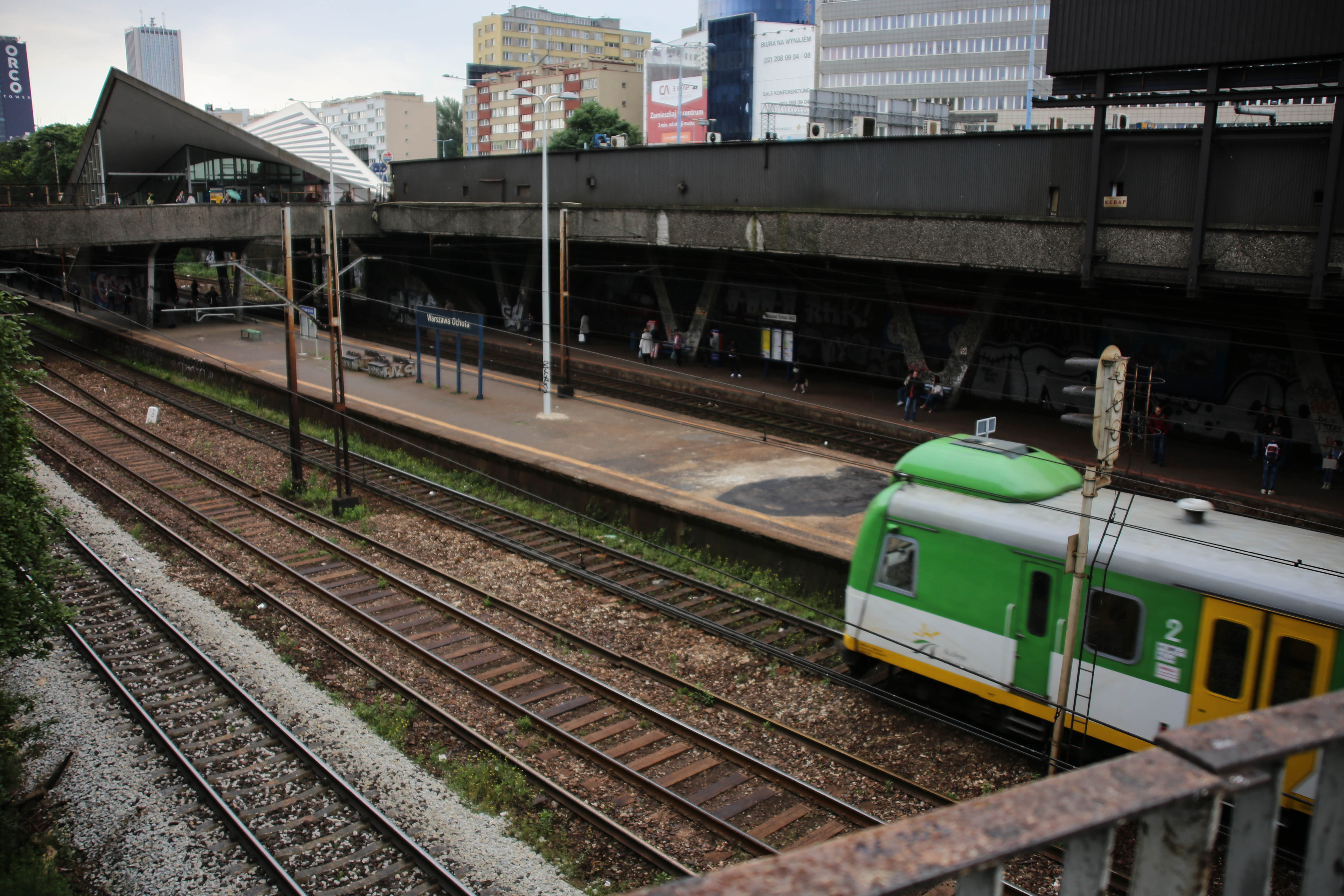
Perony widziane z ul. Towarowej

Peron nr 1 obsługuje pociągi podmiejskie. Jest to peron wyspowy, dwukrawędziowy o nawierzchni utwardzonej, bitumicznej, którego oś leży na -0,907 km linii kolejowej nr 448. Jego wysokość wynosi 999 mm, natomiast długość użytkowa każdej z krawędzi to 235 m. Znajdują się na nim urządzenia nagłaśniające, ławki, zadaszenie oraz stoiska handlowe. Przy pawilonie kasowym oraz blisko wschodniego końca peronu przebiegają kładki nad torami, z których można zejść na tę platformę.
Peron nr 2 obsługuje pociągi WKD. Jego oś znajduje się na 0,843 km linii kolejowej nr 47. Ma on dwie krawędzie oraz jest niższy i krótszy od peronu nr 1. Znajduje się na nim biletomat WKD. Na peron prowadzą schody przy pawilonie kasowym.
Podpory wiaduktów i płyt stropowych wykonano jako filary w kształcie litery V.

## Ruch pociągów
Przystanek Warszawa Ochota jest obsługiwany przez pociągi Szybkiej Kolej Miejskiej i Kolei Mazowieckich. Na znajdującym się obok przystanku Warszawa Ochota WKD zatrzymują się pociągi Warszawskiej Kolei Dojazdowej.
| Przewoźnik                 | Linia | Trasa |               |
| -------------------------- | ----- | --- | ------------- |
| Koleje Mazowieckie         | R1    | Warszawa Wschodnia – Warszawa Ochota – Skierniewice | [ 38 ]        |
| Koleje Mazowieckie         | R2    | Warszawa Zachodnia – Warszawa Ochota – Siedlce – Łuków | [ 38 ]        |
| Koleje Mazowieckie         | R3    | Warszawa Wschodnia – Warszawa Ochota – Łowicz Główny | [ 38 ]        |
| Koleje Mazowieckie         | R6    | Warszawa Zachodnia – Warszawa Ochota – Tłuszcz | [ 38 ]        |
| Koleje Mazowieckie         | R7    | Warszawa Zachodnia – Warszawa Ochota – Dęblin | [ 38 ]        |
| SKM Warszawa               | S1    | Otwock – Warszawa Ochota – Pruszków | [ 39 ]        |
| SKM Warszawa               | S2    | Sulejówek Miłosna – Warszawa Ochota – Warszawa Lotnisko Chopina                                                                                                  | [ 40 ]        |
| Warszawska Kolej Dojazdowa | A1    | Warszawa Śródmieście WKD – Warszawa Ochota WKD – Grodzisk Mazowiecki Radońska Milanówek Grudów – Warszawa Ochota WKD – Warszawa Śródmieście WKD (w jedną stronę) | [ 41 ] [ 42 ] |
| Warszawska Kolej Dojazdowa | A12   | Warszawa Śródmieście WKD – Warszawa Ochota WKD – Milanówek Grudów (w jedną stronę)                                                                               | [ 41 ] [ 42 ] |

## Komunikacja
Do przystanku można dojechać autobusami i tramwajami uruchamianymi przez ZTM Warszawa. Przystanki wchodzące w skład zespołu przystankowego Pl. Zawiszy są zlokalizowane w Al. Jerozolimskich oraz na ul. Grójeckiej, Koszykowej, Raszyńskiej i Towarowej.